# Ліски-2
Ліски-2 — новий мікрорайон, що знаходиться у західній частині міста Миколаїв на лівобережжі Бугу та адміністративно відноситься до Заводського району міста. Є другою частиною мікрорайону Ліски.
В даний час активно будується. У жовтні 2008 року будівництво мікрорайону була заморожене через недофінансування. Однак у квітні 2010 року будівництво було відновлено.
Новий мікрорайон площею 54 гектари умовно ділиться на 4 житлові комплекси, кожен з яких складається з 530 квартир.
Зараз будуються[коли?]: школа на 33 класи (800 місць), 4 сімейні амбулаторії, 3 дитячих садка, паркінги, аквапарк з тенісними кортами і спортивними майданчиками, яхт-клуб, офісні приміщення та православна церква.

## Назва
Має назву, через те, що в цій місцевості дуже багато відкритих пісків та саг — невеликих озерець або болітець, що оточені березово-осиковими гайками.

## Основні вулиці місцевості
- Вулиця Лазурна